# 南甸府
南甸府，元朝的府。今云南省德宏傣族景颇族自治州梁河县。
大理国时代南甸属于腾冲府。南甸府北近腾冲府，南临茫施路。西邻镇西路，东接柔远路。明朝改为南甸宣抚司。清朝为南甸司。